# Dichaea vaginata
Dichaea vaginata är en orkidéart som beskrevs av Heinrich Gustav Reichenbach och Friedrich Fritz Wilhelm Ludwig Kraenzlin. Dichaea vaginata ingår i släktet Dichaea och familjen orkidéer. Inga underarter finns listade i Catalogue of Life.